# República das Molucas do Sul
A República das Molucas do Sul (em indonésio: Republik Maluku Selatan, RMS), foi uma república autoproclamada nas Molucas do Sul, fundada em 25 de abril de 1950. Um governo no exílio existe até hoje. Em 1991, Johan Manusama o primeiro presidente no exílio, de 1966 a 1993, trouxe a República das Molucas do Sul para as Organização das Nações e Povos Não Representados.

## História
As Molucas eram parte das Índias Orientais Holandesas, uma colônia dos Países Baixos, desde a sua concepção no século XVIII. Quando em 1945 líderes revolucionários da Indonésia declararam a independência da República da Indonésia, as Molucas do Sul foram automaticamente consideradas como parte desse país. A luta da Indonésia para o reconhecimento da sua independência durou de 1945 até 1949. Após forte pressão internacional, especialmente dos Estados Unidos, que ameaçou cortar os fundos do Plano Marshall para a Holanda, os holandeses reconheceram a república federal da Indonésia em 27 de dezembro de 1949.
Em primeira instância, a Holanda só reconheceu a independência da Indonésia como uma federação de estados autônomos, dos quais um era o Sul de Molucas. A República das Molucas do Sul foi fundada em 25 de abril de 1950, quando fazia parte da antiga Índias Orientais Holandesas. O Estado declarou sua independência dos Estados Unidos da Indonésia como uma resposta às tentativas de Sukarno, que queria consolidar o seu poder sob um governo unitário. Os Molucanos esperavam que o Estado unitário fosse dominado por javanenses, e seu líder Sukarno.
O principal reduto do grupo rebelde da RMS em Ambon foi derrotado pelas forças indonésias em novembro de 1950, enquanto a guerra de guerrilha de menor escala em Ceram continuou até 1962. A ocupação pelas tropas indonésias durou por muitos anos. A derrota em Ambon, porém, resultou na fuga do autodeclarado governo da RMS das ilhas, e a formação de um governo no exílio na Holanda, cujo primeiro presidente foi o professor Johan Manusama. No ano seguinte, cerca de 12.000 soldados das Molucas acompanhados por suas famílias foram para a Holanda, onde se estabeleceu o governo no exílio da "República das Molucas do Sul".
Durante seu exílio partes do movimento RMS cometeram ataques terroristas na Holanda. A maioria das fontes argumenta que os ataques foram causados pela frustração do não apoio do governo holandês. A partir da década de 1980 até os dias atuais estas ações não recorreram.
Soumokil foi presidente da RMS em 1954. Mas depois de se refugiar na ilha de Ceram em 21 de dezembro de 1962, foi capturado pelo exército indonésio em 2 de dezembro de 1962. Foi posteriormente julgado em um tribunal militar em Jacarta; sendo condenado e executado durante o governo do presidente indonésio Suharto, em 12 de abril de 1966.
O governo no exílio, ainda existe com Frans Tutuhatunewa como chefe de Estado.